# Gran Premio d'Austria 1984
Il Gran Premio d'Austria 1984 è stata la dodicesima gara del campionato di Formula 1 del 1984. Si è corsa il 19 agosto sul circuito dell'Österreichring. La gara è stata vinta dall'austriaco Niki Lauda su McLaren-TAG Porsche;  per il vincitore si trattò del ventitreesimo successo nel mondiale. Ha preceduto sul traguardo il brasiliano Nelson Piquet su Brabham-BMW e l'italiano Michele Alboreto su Ferrari. Per Lauda fu anche il cinquantesimo podio nel mondiale di F1.
La gara segnò l'esordio nel mondiale per il pilota austriaco Gerhard Berger. Fu la quattrocentesima gara valida quale prova del Campionato mondiale di Formula 1.

## Vigilia

### Sviluppi futuri
La Renault prolungò ancora di tre anni il contratto che la legava alla Lotus quale fornitrice dei motori.
La Techniques d'Avant Garde, che riforniva i propulsori alla McLaren, comunicò che anche nella stagione 1985 avrebbe supportato solo la scuderia britannica.
La Federazione Internazionale Sport Automobilistico annunciò l'abbandono dell'idea del carburante unico, rifornito dalla federazione stessa. Questo carburante, di soli 98 ottani, non avrebbe ridotto in maniera consistente la potenza dei motori, obiettivo delle riforme regolamentari.
Si fece largo l'ipotesi che Niki Lauda potesse, per il 1985, abbandonare la McLaren, per rientrare alla Scuderia Ferrari.

### Aspetti tecnici
La Brabham abbandonò definitivamente la versione B, ripresentando ancora la versione con i vecchi pontoni. La Scuderia Ferrari non ripresentò la vettura coi fianchi più lunghi, che era stata testata pochi giorni prima della gara proprio sul tracciato austriaco. René Arnoux disponeva delle nuove sospensioni anteriori, bocciate alla gara di Hockenheim, mentre Michele Alboreto utilizzò ancora la vecchia geometria. Le Alfa Romeo vennero dotate di iniezione a controllo elettronico. Ayrton Senna, dopo l'incidente in Germania, venne rifornito da uno nuovo telaio dalla Toleman, dotato di una nuova sospensione posteriore.

### Aspetti sportivi
Alla Tyrrell, dopo una gara di assenza, rientrò Stefan Bellof. La scuderia tedesca ATS iscrisse una seconda monoposto con cui fece esordire il pilota di casa Gerhard Berger, impegnato, fino a quel momento in F3. L'ATS non iscriveva due vetture allo stesso gran premio dal GP di Las Vegas 1982.
L'Arrows Grand Prix International festeggiò il centesimo gran premio nel mondiale di F1.

## Qualifiche

### Resoconto
Nella prima giornata di prove il miglior tempo venne colto da Alain Prost, in 1'26"203, nuovo record del tracciato. Il francese precedette il compagno di scuderia Niki Lauda, che si lamentò per il non perfetto funzionamento del motore. Terzo chiuse Nelson Piquet, mentre quarto, ma staccato di oltre un secondo, era Elio De Angelis, primo pilota con una vettura dotata di gomme Goodyear. Negative furono le due Ferrari, con Alboreto undicesimo e Arnoux quattordicesimo. All'ATS Manfred Winkelhock, per problemi tecnici, fu costretto a cercare la qualificazione con la vettura affidata anche a Berger.
Negli ultimi minuti della sessione del sabato Nelson Piquet fu capace di strappare la pole position a Prost (penalizzato dalla rottura del motore), fissando il tempo di 1'26"173. Anche l'altro pilota della McLaren, Niki Lauda (che soffriva di sovrasterzo), scalò di una posizione, battuto da Elio De Angelis; la terza fila fu conquistata dalla due Renault.
Le gomme Goodyear usate dal pilota della Lotus erano così morbide che riuscivano a resistere per un solo giro. La pista era stata anche resa viscida dalle perdite d'olio provocate da altre rotture di motore, quelle di De Angelis e De Cesaris. Anche Patrick Tambay subì lo stesso inconveniente tecnico, ciò anche perché la pressione del turbo era stata portata al massimo, nella ricerca della pole position. Subirono la rottura del motore anche le due Alfa Romeo e il pilota della Williams Jacques Laffite. Non si qualificarono le due Tyrrell, staccate di oltre dieci secondi dal tempo di Piquet. Per la prima volta dal Gran Premio del Sudafrica 1967 nessun motore Ford Cosworth era presente in griglia di partenza. Tra l'altro la vettura di Stefan Bellof venne trovata sottopeso, e quindi venne esclusa.

### Risultati
I risultati delle qualifiche furono i seguenti:
| Pos | N° | Pilota             | Costruttore           | Tempo    | Griglia |
| --- | -- | ------------------ | --------------------- | -------- | ------- |
| 1   | 1  | Nelson Piquet      | Brabham-BMW           | 1'26"173 | 1       |
| 2   | 7  | Alain Prost        | McLaren-TAG Porsche   | 1'26"203 | 2       |
| 3   | 11 | Elio De Angelis    | Lotus-Renault         | 1'26"318 | 3       |
| 4   | 8  | Niki Lauda         | McLaren-TAG Porsche   | 1'26"715 | 4       |
| 5   | 15 | Patrick Tambay     | Renault               | 1'26"748 | 5       |
| 6   | 16 | Derek Warwick      | Renault               | 1'27"123 | 6       |
| 7   | 2  | Teo Fabi           | Brabham-BMW           | 1'27"201 | 7       |
| 8   | 12 | Nigel Mansell      | Lotus-Renault         | 1'27"558 | 8       |
| 9   | 6  | Keke Rosberg       | Williams-Honda        | 1'28"760 | 9       |
| 10  | 19 | Ayrton Senna       | Toleman-Hart          | 1'29"200 | 10      |
| 11  | 5  | Jacques Laffite    | Williams-Honda        | 1'29"228 | 11      |
| 12  | 27 | Michele Alboreto   | Ferrari               | 1'29"694 | 12      |
| 13  | 22 | Riccardo Patrese   | Alfa Romeo            | 1'30"736 | 13      |
| 14  | 14 | Manfred Winkelhock | ATS-BMW               | 1'30"853 | NP      |
| 15  | 28 | René Arnoux        | Ferrari               | 1'31"003 | 15      |
| 16  | 23 | Eddie Cheever      | Alfa Romeo            | 1'31"045 | 16      |
| 17  | 18 | Thierry Boutsen    | Arrows-BMW            | 1'31"189 | 17      |
| 18  | 26 | Andrea De Cesaris  | Ligier-Renault        | 1'31"588 | 18      |
| 19  | 17 | Marc Surer         | Arrows-BMW            | 1'31"655 | 19      |
| 20  | 31 | Gerhard Berger     | ATS-BMW               | 1'31"904 | 20      |
| 21  | 25 | François Hesnault  | Ligier-Renault        | 1'32"270 | 21      |
| 22  | 30 | Jo Gartner         | Osella-Alfa Romeo     | 1'33"019 | 22      |
| 23  | 24 | Piercarlo Ghinzani | Osella-Alfa Romeo     | 1'33"172 | 23      |
| 24  | 10 | Jonathan Palmer    | RAM-Hart              | 1'34"128 | 24      |
| 25  | 9  | Philippe Alliot    | RAM-Hart              | 1'34"495 | 25      |
| 26  | 21 | Huub Rothengatter  | Spirit-Hart           | 1'35"605 | 26      |
| SQ  | 4  | Stefan Bellof      | Tyrrell-Ford Cosworth | 1'36"282 | SQ      |
| NQ  | 3  | Stefan Johansson   | Tyrrell-Ford Cosworth | 1'37"535 | NQ      |

## Warm up
Nel corso delle libere della domenica mattina i migliori tempi vennero fatti segnare dalle McLaren. Alain Prost dovette sostituire però il motore, a causa di un surriscaldamento. Manfred Winkelhock ruppe il cambio sulla sua ATS; l'assenza di pezzi di ricambio non consentì al pilota tedesco di prendere parte alla gara.

## Gara

### Resoconto
Prima della partenza Elio De Angelis e Huub Rothengatter fecero segno al direttore di corsa che la loro monoposto si era spenta sulla griglia di partenza. Derek Ongaro, direttore di gara, premette allora il pulsante che azionava la luce arancione che indicava la necessità di ripetere la procedura di partenza. Per un problema tecnico però si azionò la luce verde, che dette il via alla gara, anche se una parte dei piloti non si lanciò subito in gara. Tutti i piloti della fila sinistra si trovarono poi a dover saltare la Lotus di De Angelis, sempre ferma in griglia.
Si trovò a condurre Prost davanti a Piquet, Lauda, Senna, Mansell e Rosberg. La direzione di gara decise per l'esposizione della bandiera rossa, che interrompeva la gara, che sarebbe ripresa, dopo un quarto d'ora, sempre sulla distanza originaria. Venne però concesso ai piloti di effettuare un rabbocco di carburante, che di cambiare gli pneumatici. Di questo approfittò Piquet che passò a mescola dura.
Anche nella seconda partenza Alain Prost passò subito Nelson Piquet, che però già alla chicane riprese il comando della gara. Dietro vi erano Patrick Tambay, Elio De Angelis, Derek Warwick e Niki Lauda. Già nel corso del primo giro warwick ebbe la meglio su De Angelis. Teo Fabi si fermò al via, venendo passato da tutti gli altri concorrenti e si trovò ultimo.
Nei giri seguenti De Angelis cedette la posizione anche a Lauda che, a sua volta, passò anche Warwick. Al quinto giro Ayrton Senna passò De Angelis, entrando in zona punti. Il brasiliano fu risuperato dopo tre giri. Il giro successivo l'italiano passò anche Warwick, mentre Lauda, alla Bosch attaccò Tambay, per passarlo alla Texaco. Il francese della Renault rientrò poi ai box, per cambiare le gomme; rientrò in pista decimo.
Al giro diciassette anche l'altra vettura della casa transalpina, quella di Warwick, si dovette fermare ai box, per cambiare gli pneumatici. Appena ripartito il britannico perse uno scarico, abbandonando così la gara. La classifica vedeva sempre al comando Piquet, che precedeva di un secondo e un decimo Prost, poi Lauda, De Angelis, Senna, Mansell e Tambay. De Angelis, per problemi al motore, fu costretto a diminuire la pressione del turbo. La sua gara terminò comunque al giro 28, con motore esploso. Il pilota però non si fermò subito ma riguadagnò i box, inondando così la pista d'olio. Nello stesso giro Tambay passò Nigel Mansell.
Piquet, passando sulla macchia d'olio lasciata da De Angelis, riuscì a mantenere la sua Brabham in pista, mentre Prost, che aveva difficoltà a condurre la sua vettura avendo preso la quarta marcia, perse il controllo della monoposto, urtando contro il guard rail, alla Rindt.
Al giro 32 Tambay sfruttò le difficoltà del motore della Toleman di Senna, per passare il brasiliano, ed entrare sul podio virtuale della gara. Un giro dopo anche la Lotus rimanente, quella di Mansell, fu costretta al ritiro, per un problema al motore. Al trentacinquesimo giro si fermò anche Senna. Al giro 40 cambiò la guida della gara, quando Niki Lauda passò Nelson Piquet. Il brasiliano, per riuscire a giungere al traguardo senza cambiare le gomme, decise di alzare il ritmo. Seguivano Tambay, Alboreto, Fabi e Patrese. A pieni giri erano solo i primi tre della gara.
Al giro 42, all'uscita della curva Bosch, Lauda perse la quarta marcia. L'austriaco levò il braccio in aria per indicare che stava per ritirarsi, quando riuscì a far entrare la terza poi la quinta marcia, decidendo così di proseguire. Un giro dopo abbandonò Tambay, che era terzo, e che, viste le difficoltà dei primi due, avrebbe avuto ottime possibilità di portarsi al comando.
Lauda dovette ridurre il suo ritmo, ma non venne attaccato da Piquet, che non si rese conto delle difficoltà tecniche della McLaren. Al quarantanovesimo giro Riccardo Patrese, quinto, si trovò senza benzina, per non aver abbassato la pressione del suo turbo. Ciò portò a una lotta in casa Arrows tra Thierry Boutsen e Marc Surer per il quinto posto.
Niki Lauda vinse per la prima volta il gran premio di casa, davanti a Nelson Piquet e Michele Alboreto. Giunse quarto Teo Fabi, che a inizio gara si era trovato addirittura ultimo. Il quinto e sesto posto consentirono all'Arrows di ottenere i primi punti con la motorizzazione BMW. Ben 4 vetture motorizzate dalla casa bavarese giunsero a punti.

### Risultati
I risultati del gran premio furono i seguenti:
| Pos | Nº | Pilota             | Costruttore           | Giri | Tempo/Ritiro        | Pos. Griglia | Punti |
| --- | -- | ------------------ | --------------------- | ---- | ------------------- | ------------ | ----- |
| 1   | 8  | Niki Lauda         | McLaren-TAG Porsche   | 51   | 1h21'12"851         | 4            | 9     |
| 2   | 1  | Nelson Piquet      | Brabham-BMW           | 51   | + 23"525            | 1            | 6     |
| 3   | 27 | Michele Alboreto   | Ferrari               | 51   | + 48"998            | 12           | 4     |
| 4   | 2  | Teo Fabi           | Brabham-BMW           | 51   | + 56"312            | 7            | 3     |
| 5   | 18 | Thierry Boutsen    | Arrows-BMW            | 50   | + 1 giro            | 17           | 2     |
| 6   | 17 | Marc Surer         | Arrows-BMW            | 50   | + 1 giro            | 19           | 1     |
| 7   | 28 | René Arnoux        | Ferrari               | 50   | + 1 giro            | 15           |       |
| 8   | 25 | François Hesnault  | Ligier-Renault        | 49   | + 2 giri            | 21           |       |
| 9   | 10 | Jonathan Palmer    | RAM-Hart              | 49   | + 2 giri            | 24           |       |
| 10  | 22 | Riccardo Patrese   | Alfa Romeo            | 48   | Mancanza di benzina | 13           |       |
| 11  | 9  | Philippe Alliot    | RAM-Hart              | 48   | + 3 giri            | 25           |       |
| 12  | 31 | Gerhard Berger     | ATS-BMW               | 48   | Cambio              | 20           |       |
| Rit | 15 | Patrick Tambay     | Renault               | 42   | Motore              | 5            |       |
| Rit | 19 | Ayrton Senna       | Toleman-Hart          | 35   | Pressione dell'olio | 10           |       |
| Rit | 12 | Nigel Mansell      | Lotus-Renault         | 32   | Motore              | 8            |       |
| Rit | 7  | Alain Prost        | McLaren-TAG Porsche   | 28   | Incidente           | 2            |       |
| Rit | 11 | Elio De Angelis    | Lotus-Renault         | 28   | Motore              | 3            |       |
| NC  | 21 | Huub Rothengatter  | Spirit-Hart           | 23   | Non Classificato    | 26           |       |
| Rit | 23 | Eddie Cheever      | Alfa Romeo            | 18   | Motore              | 16           |       |
| Rit | 16 | Derek Warwick      | Renault               | 17   | Motore              | 6            |       |
| Rit | 26 | Andrea De Cesaris  | Ligier-Renault        | 15   | Iniezione           | 18           |       |
| Rit | 6  | Keke Rosberg       | Williams-Honda        | 15   | Tenuta di strada    | 9            |       |
| Rit | 5  | Jacques Laffite    | Williams-Honda        | 12   | Motore              | 11           |       |
| Rit | 30 | Jo Gartner         | Osella-Alfa Romeo     | 6    | Motore              | 22           |       |
| Rit | 24 | Piercarlo Ghinzani | Osella-Alfa Romeo     | 4    | Cambio              | 23           |       |
| NP  | 14 | Manfred Winkelhock | ATS-BMW               | 0    | Cambio              | 14           |       |
| NQ  | 4  | Stefan Bellof      | Tyrrell-Ford Cosworth |      |                     |              |       |
| NQ  | 3  | Stefan Johansson   | Tyrrell-Ford Cosworth |      |                     |              |       |

## Classifiche

### Piloti
| Pos. | Pilota             | Punti |
| ---- | ------------------ | ----- |
| 1    | Niki Lauda         | 48    |
| 2    | Alain Prost        | 44,5  |
| 3    | Elio De Angelis    | 29    |
| 4    | René Arnoux        | 25    |
| 5    | Nelson Piquet      | 24    |
| 6    | Derek Warwick      | 23    |
| 7    | Keke Rosberg       | 20,5  |
| 8    | Michele Alboreto   | 15,5  |
| 9    | Patrick Tambay     | 10    |
| 10   | Ayrton Senna       | 9     |
| 11   | Nigel Mansell      | 9     |
| 12   | Teo Fabi           | 7     |
| 13   | Jacques Laffite    | 5     |
| 14   | Thierry Boutsen    | 5     |
| 15   | Eddie Cheever      | 3     |
| 16   | Riccardo Patrese   | 3     |
| 17   | Andrea De Cesaris  | 3     |
| 18   | Piercarlo Ghinzani | 2     |
| 19   | Marc Surer         | 1     |

### Costruttori
| Pos. | Team                 | Punti |
| ---- | -------------------- | ----- |
| 1    | McLaren-TAG Porsche  | 92,5  |
| 2    | Ferrari              | 40,5  |
| 3    | Lotus-Renault        | 38    |
| 4    | Renault              | 33    |
| 5    | Brabham-BMW          | 31    |
| 6    | Williams-Honda       | 25,5  |
| 7    | Toleman-Hart         | 9     |
| 8    | Alfa Romeo           | 6     |
| 9    | Ligier-Renault       | 3     |
| 10   | Arrows-Ford Cosworth | 3     |
| 11   | Arrows-BMW           | 3     |
| 12   | Osella-Alfa Romeo    | 2     |

## Decisioni della FIA
Al termine del GP di Detroit, le vetture della Tyrrell erano state sottoposte a verifica.
Il peso delle Tyrrell risultò regolare, ma i tecnici della federazione vollero controllare anche il serbatoio d'acqua delle vetture, all'interno del quale venne scoperto un liquido sconosciuto, nel quale galleggiavano dei pallini di piombo.
A seguito di ulteriori indagini, la Federazione scoprì che sulle vetture inglesi, durante la gara, veniva effettuato un rabbocco con questo liquido contenente pallini di piombo, che serviva per arricchire l'aria immessa sui tromboncini di aspirazione, al fine di ritardare la detonazione del motore, rendendo così possibile l'utilizzo di un maggior rapporto di compressione, ottenendo una maggiore potenza. In una riunione del 18 luglio 1984, la FISA decise di escludere la Tyrrell dalle rimanenti gare del campionato del mondo, e cancellò tutti i punti ottenuti fino al momento della squalifica. Venne deciso che i punti attribuiti ai piloti della scuderia britannica non sarebbero stati assegnati. Le vetture proseguirono a partecipare al campionato, fino al Gran Premio d'Olanda, ma la loro partecipazione fu sub judice. La squalifica della Tyrrell venne confermata dal Tribunale d'Appello della FISA, dopo una riunione del 29 agosto. La scuderia venne esclusa dai successivi gran premi.
Il 9 ottobre la FISA decise di rideterminare le classifiche di tutte le gare, fino a quel momento disputate, facendo scalare in graduatoria tutti i piloti classificatisi alle spalle dei piloti della Tyrrell. Ciò non portò a ridisegnare la classifica, per questa gara, in quanto Stefan Bellof e Stefan Johansson non si erano qualificati; Bellof era stato comunque escluso in quanto la vettura era stata trovata sottopeso.